# 太平寺水库
太平寺水库是中国四川省乐山市犍为县境内的一座水库，位于岷江小支流浏沧河上，建于1979年。水库正常库容为523万立方米，集雨面积为9平方千米，海拔为438.33米。